# 深圳市人民政府国有资产监督管理委员会
深圳市人民政府国有资产监督管理委员会，简称深圳市国资委，是中华人民共和国深圳市人民政府直属特设机构。根据深圳市人民政府授权，代表深圳市人民政府履行出资人职责，监管深圳市属企业的国有资产。

## 历史
- 20世纪80年代初，深圳市人民政府大规模削减政府专业经济主管部门，并将这些部门转变成自负盈亏的经济实体（如物资局、粮食局、外贸局、商业局、供销社及商贸流通管理部门均转为经营性企业）[2]。
- 1987年7月，深圳市人民政府率先成立了中华人民共和国第一家国有资产管理专门机构——深圳市投资管理公司[3]。
- 1992年9月，深圳市人民政府设立深圳市国有资产管理委员会，为高层议事机构[4]。
- 1993年10月，深圳市人民政府成立深圳市国有资产管理办公室，作为深圳市国有资产管理委员会的常设办事机构，与深圳市投资管理公司采取“两块牌子一套人马”合署办公[3][4]。
- 1996年3月，深圳市国有资产管理办公室与深圳市投资管理公司实行分离管理[4]。
- 1996年12月，深圳市人民政府在深圳市投资管理公司的基础上增设两家资产经营公司：深圳市建设投资控股公司和深圳市商贸投资控股公司[4]。
- 2004年7月，深圳市人民政府在整合原市国资委、国资办、体改办等部门涉及国有资产管理和国有企业监管的职能进行了归并，组建了深圳市人民政府国有资产监督管理委员会，作为深圳市人民政府直属特设机构，代表国家履行出资人职能，同时将原由三家资产经营公司行使的国有资产出资人职能收归国资委统一行使[5]。
- 2009年7月，深圳市人民政府国有资产监督管理委员会更名为深圳市国有资产管理局，作为深圳市人民政府工作部门[6]。
- 2011年7月，深圳市国有资产监督管理局再度更名为深圳市人民政府国有资产监督管理委员会，作为深圳市人民政府直属特设机构[7]。

## 职责
根据《深圳市人民政府国有资产监督管理委员会职能配置、内设机构和人员编制规定》，深圳市人民政府国有资产监督管理委员会承担下列职责：
1. 根据市政府授权，依照《中华人民共和国公司法》、《中华人民共和国企业国有资产法》等法律法规，以及市政府相关规定履行出资人职责。起草企业国有资产监管的地方性法规、规章草案和政策，拟订经营性国有资产的监管制度和办法，经批准后实施。
2. 指导所监管企业、驻深国企以及有关集体企业党的建设。
3. 负责所监管企业国有资产保值增值的监督工作。建立和完善国有资产保值增值指标体系，制定考核标准。通过预算控制、产权监管、审计和稽核等，对所监管企业国有资产的保值增值情况进行监管，维护国有资产出资人权益，促进所监管企业履行社会责任。
4. 负责全市国有企业改革工作的统筹协调，指导服务市属国有企业改革。负责国资国企管理体制的研究，对国资国企改革发展提出意见建议。研究编制所监管企业改革发展规划，推进国有企业改革重组，推动国有经济布局和结构的战略性调整。依法指导区属国有资产监管工作。
5. 负责所监管企业国有资产的产权界定、登记、变动、清产核资、监督检查和资产评估管理等工作，监督、规范国有产权交易。审核所监管企业的经营方针、投资计划、产权转让、国有股权管理、重大资产处置等重大事项。指导、督促所监管企业落实安全生产责任制。
6. 负责所监管企业领导班子建设、人才队伍建设和后备队伍建设。指导推进所监管企业完善中国特色现代国有企业制度，健全公司治理结构，加强所监管企业董事会、监事会建设，实施国有产权首席代表报告制度，形成职责明确、协调运作、有效制衡的治理机制。
7. 健全与现代企业制度要求相适应的企业领导人员选拔任用机制。通过法定程序对所监管企业领导人员提出任免建议或进行任免，负责向所监管企业委派或推荐董事、监事、财务总监，并进行年度和任期考核、奖惩。
8. 参与拟订市本级国有资本经营预算有关管理制度和办法，按照有关规定负责国有资本经营预决算编制和执行等工作。组织所监管企业实施全面预算管理，负责组织所监管企业上交国有资本收益。
9. 负责对所监管企业收入分配的管理工作，拟订并组织实施企业收入分配改革指导意见，规范所监管企业负责人收入分配、职务消费，完善企业领导人员激励和约束制度。
10. 负责集体资产管理的政策制定工作，指导集体企业（含社区股份合作公司）的改革发展、转型升级、业务经营和人才培养，推动集体资产保值增值。
11. 完成市委、市政府和上级部门交办的其他任务。
12. 职能转变。
  1. 加强统筹协调服务。根据中央、省、市关于国有企业改革发展的决策部署，全面推进区域性国资国企综合改革试验。加强对全市国资国企改革发展工作的统筹协调，加强对市属国企的监督、管理和服务，加强对区属国资监管部门的指导监督，促进国有资本保值增值，有效防止国有资产流失，推进全市国有企业做强做优做大，培育具有全球竞争力的世界一流企业。
  2. 加快实现以管企业为主向以管资本为主的转变。推动监管职能向资本管理、行业布局、结构调整、资源配置和检查监督转变，加强审核所监管企业主业和发展战略规划、年度全面预算管理的职责，重点管好国有资本布局、规范资本运作、提高资本回报、维护资本安全。

## 机构设置
- 办公室（机关党委）
- 党委办公室
- 企业领导人员管理处
- 监督稽查处
- 战略发展研究处
- 综合改革处
- 产权管理和法规处
- 重组和资本运营处
- 预算和财务监管处
- 考核分配处（安全管理处）
- 股东事务处
- 集体资产管理处

## 监管企业
深圳市国资委监管企业共28家：
- 深圳市投资控股有限公司
- 深业集团有限公司
- 深圳市地铁集团有限公司
- 深圳市机场（集团）有限公司
- 深圳港集团有限公司
- 深圳能源集团股份有限公司
- 深圳环境水务集团有限公司
- 深圳市燃气集团股份有限公司
- 深圳巴士集团股份有限公司
- 深圳农业与食品投资控股集团有限公司
- 深圳市创新投资集团有限公司
- 深圳市国有免税商品（集团）有限公司
- 深圳市特区建工集团有限公司
- 深圳市振业（集团）股份有限公司
- 深圳市特发集团有限公司
- 深圳国际控股有限公司
- 深圳市东部公共交通有限公司
- 深圳市安居集团有限公司
- 深圳市特区建设发展集团有限公司
- 深圳市资本运营集团有限公司
- 深圳交易集团有限公司
- 深圳市城市公共安全技术研究院有限公司
- 深圳市鲲鹏股权投资管理有限公司
- 深圳市重大产业投资集团有限公司
- 深圳高速公路股份有限公司
- 国信证券股份有限公司
- 深圳改革开放干部学院
- 深圳市智慧城市科技发展集团有限公司